# Кадомский вениз
Ка́домский вениз — русский художественный промысел, который развивается в Кадоме с XVIII века: игольчатая вышивка «белым по белому», совмещённая с кружевом. Слово «вениз» означает «венецианское изделие».

## История
По преданию, кадомская вышивка возникла ещё при Петре I, который повелел знати и боярам носить европейскую одежду, отделанную венецианским и брюссельским кружевом. Якобы в то время венецианские кружевницы были привезены в Кадомский монастырь, где обучили мастерству русских монахинь. На самом деле до конца XIX века женских монастырей в Кадоме и его окрестностях не существовало.
Реальная история промысла прослеживается с конца XIX века, когда помещица Мария Александровна Новосильцева (дочь князя А. А. Щербатова, жена Ю. А. Новосильцева) в своём имении Муханово, расположенном недалеко от Кадома, организовала пункт по приему кружевных изделий от крестьянок. Дочь Новосильцевой — Мария Юрьевна Авинова — учредила кустарный пункт в Кадоме. Кружева имели успех в Петербурге, Москве, Киеве и Лондоне. 
В 1913 году на средства Авиновой открылась кружевная школа. В 1927 году образована артель «Пробуждение», которая в 1960 году была преобразована в фабрику (с 1992 года — ТОО «Кадомский вениз», ныне производственный кооператив).

## Технология
В производстве используются шёлковые нити, мулине, золотая вискоза, хлопок высокого качества (маркизет), батист, лён, шёлк. На станине устанавливаются пяльца. Рисунок переносится на кальку, а затем с кальки иглой на ткань. После этого рисунок выделяется с помощью раствора, в состав которого входит синька, затекающая в отверстия из-под иглы. На швейной машинке делаются валики, а затем вручную вырезаются бриды, стягивающие валики. На этих бридах ведётся плетение кружева. В этом главное отличие от плетения на коклюшках.
Изготовление изделий отличает большая трудоемкость. Сначала художники разрабатывают эскизы будущего кружева. На ручную вышивку даже небольшой салфетки может уйти до 600 часов, иконы — до 1000 часов, а на сложные панно или большие скатерти — до 3000 часов. Изысканность, красота и колоссальные затраты ручного труда напрямую определяют высокую стоимость конечного продукта.